# Vitkoviće
Vitkoviće (en serbe cyrillique : Витковиће) est un village de Serbie situé sur le territoire de la Ville de Novi Pazar, district de Raška. Au recensement de 2011, il comptait 35 habitants.
Vitkoviće, également connu sous le nom de Vitkovići, est situé à proximité de l'Ibar, non loin du lac de retenue de Gazivode.

## Démographie
| 1948 | 1953 | 1961 | 1971 | 1981 | 1991 | 2002 | 2011 |
| ---- | ---- | ---- | ---- | ---- | ---- | ---- | ---- |
| 82   | 97   | 91   | 56   | 28   | 24   | 30   | 35   |

|  |